# Amphoe Sao Hai
Amphoe Sao Hai (Thai: อำเภอ เสาไห้) ist ein Landkreis (Amphoe – Verwaltungs-Distrikt) in der Provinz Saraburi. Die Provinz Saraburi liegt in der Zentralregion von Thailand.

## Geographie
Benachbarte Distrikte (von Nordwesten im Uhrzeigersinn): Amphoe Ban Mo, Amphoe Phra Phutthabat, Amphoe Chaloem Phra Kiat, Amphoe Mueang Saraburi, Amphoe Nong Saeng der Provinz Saraburi sowie Amphoe Tha Ruea der Provinz Ayutthaya.
Die Haupt-Wasserressource des Landkreises ist der Pa-Sak-Fluss.

## Geschichte
Aus militärtaktischen Gründen ordnete König Maha Chakkraphat 1549 an, dass einige Gebiete der Mueang Lopburi und Nakhon Nayok abgetrennt wurden, um Mueang Saraburi zu schaffen. Dessen Verwaltungssitz lag zunächst im heutigen Tambon Mueang Kao, Amphoe Sao Hai, und nicht im heutigen Amphoe Mueang Saraburi. 
Infolge der Einnahme Chiang Saens durch siamesische Truppen im Jahr 1804 wurden tausende von Tai Yuan von dort hierher umgesiedelt. Ihre Nachkommen sind bis heute nachweisbar. Es gibt sogar eine Enklave mit Yuan-Mehrheit im eigentlichen Siedlungsgebiet der Zentral-Thai (Siamesen). Die hiesige Bevölkerung unterhält immer noch enge Beziehungen nach Nordthailand. So wurden etwa Handwerker aus Ban Tong (Provinz Lamphun) beauftragt, hier religiöse Gebäude im Yuan-Stil zu errichten.
1896 wurde die Verwaltung des Mueang Saraburi offiziell nach Tambon Pak Phriao, Amphoe Mueang Saraburi verlegt. Gleichzeitig wurde die Bezirksverwaltung von Sao Hai ins Tambon Suan Dokmai verlegt, drei Jahre später erneut zum Tambon Sao Hai in die Nähe des Chao-Pho-Schreins. 1924 spendete der Besitzer des Sao-Hai-Marktes 12.800 m² Land etwa 500 m vom alten Standort entfernt, damit dort das neue Verwaltungsgebäude des Bezirks sowie eine Polizeistation gebaut werden konnte.
Der Name des Landkreises Sao Hai bedeutet wörtlich Weinende Säule, dies bezieht sich auf eine lokale Legende. Zu jener Zeit, als die Stadtsäule von Bangkok errichtet wurde, fragte der König nach der schönsten Säule des ganzen Landes, um sie in der Hauptstadt aufzustellen. Die Säule aus Saraburi war fast perfekt, aber sie erreichte erst die Hauptstadt, nachdem bereits die Wahl der Hauptsäule getroffen worden war, so dass sie nur noch von zweitrangiger Bedeutung sein konnte. Das machte die Säule sehr traurig, und sie schwamm über den Chao Phraya und den Pa-Sak-Fluss zurück nach Saraburi, wo sie im Fluss versank. Einwohner eines nahe gelegenen Dorfes hörten das Weinen der Säule, bargen sie und errichteten sie in ihrem Dorf, was dem ganzen Landkreis den Namen gab. Heute ist die Säule im Chao Mae Takhian Tong Shrine innerhalb des Tempels Wat Sung in der Nähe des Verwaltungsgebäudes des Sao-Hai-Bezirks.

## Sehenswürdigkeiten
- Wat Samuha Pradittharam (วัดสมุหประดิษฐาราม) – buddhistische Tempelanlage (Wat) im Tambon Suan Dokmai am Ufer des Pa Sak mit interessanten Wandmalereien im Ubosot. Alljährlich im November und Dezember werden an diesem Tempel Bootsrennen auf dem Fluss abgehalten.

## Verschiedenes
Luis Weiler wurde 1893 als Sektionsingenieur für den Ausbau der Nordostlinie der Thailändischen Eisenbahn, der so genannten „Koratbahn“ nach Siam einberufen. „Koratbahn“ nennt Weiler die Strecke von Ayutthaya über Saraburi nach Kaeng Khoi und Hinlap, und weiter bis Korat (Nakhon Ratchasima). Seinen ersten Arbeitsplatz in Saraburi erreichte er noch mit dem Boot über den Pa-Sak-Fluss. Auf dem Weg dorthin kam er an Sao Hai vorbei, das er in seinem Tagebuch so vermerkt:

„Gegen vier Uhr passierten wir Saraburi. … Von hier ab wurde das Wasser flacher. Wenig später liefen wir gerade vor einem Wat auf Grund. Ich beschloss hier die Nacht zu rasten. Das Wat hiess Wat Tschung. … Am nächsten Morgen, am 4. März 1893 um 5 Uhr erhob ich mich und die Fahrt ging weiter. Nach einer halben Stunde kamen wir an dem Dorf Sauhai vorbei. Der Fluss ist hier ziemlich schmal und durch schwimmende Häuser verbaut, so dass wir unmittelbar an den Häusern vorüberfahren mussten und in ihre tiefsten Geheimnisse sehen konnten. Die Häuser sind nach dem Strom zu meistens offen.“

## Verwaltung

### Provinzverwaltung
Der Landkreis Sao Hai ist in zwölf Tambon („Unterbezirke“ oder „Gemeinden“) eingeteilt, die sich weiter in 104 Muban („Dörfer“) unterteilen.
| Nr. | Name         | Thai     | Muban | Einw. |
| --- | ------------ | -------- | ----- | ----- |
| 1.  | Sao Hai      | เสาไห้    | 07    | 3.323 |
| 2.  | Ban Yang     | บ้านยาง   | 14    | 3.521 |
| 3.  | Hua Pluak    | หัวปลวก   | 12    | 2.694 |
| 4.  | Ngio Ngam    | งิ้วงาม    | 08    | 1.048 |
| 5.  | Sala Ri Thai | ศาลารีไทย | 05    | 1.133 |
| 6.  | Ton Tan      | ต้นตาล    | 08    | 2.007 |
| 7.  | Tha Chang    | ท่าช้าง    | 08    | 1.534 |
| 8.  | Phraya Thot  | พระยาทด  | 07    | 2.006 |
| 9.  | Muang Ngam   | ม่วงงาม   | 08    | 2.246 |
| 10. | Roeng Rang   | เริงราง   | 07    | 3.164 |
| 11. | Mueang Kao   | เมืองเก่า  | 09    | 3.377 |
| 12. | Suan Dok Mai | สวนดอกไม้ | 11    | 6.818 |

### Lokalverwaltung
Es gibt sechs Kommunen mit „Kleinstadt“-Status (Thesaban Tambon) im Landkreis:
- Hua Pluak (Thai: เทศบาลตำบลหัวปลวก) bestehend aus dem kompletten Tambon Hua Pluak.
- Ton Tan - Phraya Thot (Thai: เทศบาลตำบลต้นตาล - พระยาทด) bestehend aus den kompletten Tambon Ton Tan, Phraya Thot.
- Mueang Kao (Thai: เทศบาลตำบลเมืองเก่า) bestehend aus dem kompletten Tambon Mueang Kao.
- Ban Yang (Thai: เทศบาลตำบลบ้านยาง) bestehend aus Teilen des Tambon Ban Yang.
- Suan Dok Mai (Thai: เทศบาลตำบลสวนดอกไม้) bestehend aus dem kompletten Tambon Suan Dok Mai.
- Sao Hai (Thai: เทศบาลตำบลเสาไห้) bestehend aus dem kompletten Tambon Sao Hai.

Außerdem gibt es vier „Tambon-Verwaltungsorganisationen“ (องค์การบริหารส่วนตำบล – Tambon Administrative Organizations, TAO)
- Ban Yang (Thai: องค์การบริหารส่วนตำบลบ้านยาง) bestehend aus Teilen des Tambon Ban Yang.
- Chang Thai Ngam (Thai: องค์การบริหารส่วนตำบลช้างไทยงาม) bestehend aus den kompletten Tambon Ngio Ngam, Sala Ri Thai, Tha Chang.
- Muang Ngam (Thai: องค์การบริหารส่วนตำบลม่วงงาม) bestehend aus dem kompletten Tambon Muang Ngam.
- Roeng Rang (Thai: องค์การบริหารส่วนตำบลเริงราง) bestehend aus dem kompletten Tambon Roeng Rang.